# Tomo Mihaljević
Tomo Mihaljević (? — nakon 1607.), hrvatski protuturski ratnik.
Vodio s Matom Delimanićem protuturski ustanak u Slavoniji i Srijemu 1607. godine. Ustanak je uspio. Najveće je postignuće zauzimanje Iloka, odakle su ometali promet Dunavom. Oduprijeli su se turskom protuudaru [koje godine?] koji je došao iz Ugarske. Uslijedio je nekoliko osmanskih protuudara. Protuudar iz Budima riješio je Mato Delimanić, ustanike kod Kobaša pobijedila je vojska Muselima Seraglije. Delimanić je umro od kuge na putu prema Požezi kad je išao pomoći tamošnjim ustanicima na koje je išla vojska požeškog paše. Delimanovićeva supruga Kata poginula je u boju kod Osijeka, pa je Mihaljević skoro ostao sam. U završnom boju poginuo je u srazu s nadmoćnijim osmanskim snagama.